# 茨岩乡
茨岩乡，是中华人民共和国湖南省湘西土家族苗族自治州凤凰县下辖的一个乡镇级行政单位。

## 行政区划
茨岩乡下辖以下地区：
茨岩村、岩寨村、天寨村、官寨村、木根塘村、大坡村、大岔村、长田村、寸金村和小垅村。